# Texas Christian University
Teksański Uniwersytet Chrześcijański (ang. Texas Christian University, TCU) – amerykańska prywatna, koedukacyjna uczelnia szkolnictwa wyższego i badań naukowych założona w roku 1873 i mająca swoją siedzibę w Fort Worth. Pierwszym prezesem Teksańskiego Uniwersytetu Chrześcijańskiego i współzałożycielem był Addison Clark (1842–1911).
Uczelnia związana jest z protestanckim Kościołem Uczniów Chrystusa (Kościoły Chrystusowe), studiują na niej np. katolicy, metodyści i baptyści.

## Struktura uczelni
W skład TCU wchodzą:
- AddRan College of Liberal Arts
- Brite Divinity School
- M.J. Neeley School of Business
- College of Communication
- College of Education
- College of Fine Arts
- Harris College of Nursing & Health Sciences
- Schieffer School of Journalism
- College of Science & Engineering
- John V. Roach Honors College
- School of Ranch Management

## Znani absolwenci
- Sandra Brown
- Sue Monk Kidd
- Matt Carpenter
- Chris Klein

## Kalendarium historii TCU
- 1869 – Kupiono ziemię w Fort Worth
- 1869–1874 – Istnieje szkoła Male & Female Seminary of Fort Worth
- 1973 – Przeniesiono szkołę do Thorp Spring, założono AddRan Male & Female College
- 1973 – Inauguracyjna rekrutacja jesienią – 13 osób, na koniec pierwszej kadencji liczba studentów wyniosła 123
- 1889 – AddRan College nawiązano oficjalne partnerstwo z Christian Church (Disciples of Christ) (Kościoły Chrystusowe).
- 1889 – Szkoła została przemianowana na AddRan Christian University
- 1895–1910 – Uczelnię przeniesiono do Waco
- 1902 – Nowa nazwa uczelni Texas Christian University
- 1896 – Powstaje międzyuczelniany futbol i przyjęło kolory szkoły, fioletowy i biały, jak również jego charakterystyczną maskotkę Rogatego Froga (rogata żaba)
- 1910 – Pożar nieznanego pochodzenia niszczy budynek uczelni
- 1910 – Powrót uczelni do Fort Worth
- 1923 – Pierwsza fundacja charytatywna (Mary Couts Burnett)
- 1923 – Szkoła dołącza do Southwest Conference
- 1930 – Powstaje Amon G. Carter Stadium
- 1939–1945 – Uczelnia uczestniczy w programie V-12 College Navy Training Program
- 2008 – Ukończono budowę Abe-Martin Academic Enhancement Center
- 2009 – Wycofano się z pomysłu utworzenia na terenie uczelnianego campusu specjalnych akademików dla gejów i lesbijek
- 2011 – rekordowa rekrutacja kandydatów – ponad 19 tysięcy osób
- 2011 – budżet (fundacja) TCU to 1,2 mld dolarów.

## Fikcyjni absolwenci TCU
- Rev Lovejoy z animowanego serialu komediowego The Simpsons (Simpsonowie) wspomniał, że zdobył dyplom w Texas Christian University
- Roy Hinkley – „Profesor” z serialu komediowego Wyspa Gilligana otrzymał doktorat z Texas Christian University
- Kapitan Karen Walden (w tej roli Meg Ryan), Courage Under Fire (Szalona odwaga), 1996 – film w reżyserii Edwarda Zwicka.

## Główne media studenckie
- The Daily Skiff – gazeta wydawana od 1902
- TCU360.com – strona internetowa założona w roku 2011
- Image Magazine – wydawnictwo semestralne opisujące życie studentów
- The Horned Frog – rocznik uczelniany
- KTCU-FM 88.7 – rozgłośnia radiowa.